# Buda (Texas)
Pour les articles homonymes, voir Buda.
La ville de Buda (en anglais [ˈbjuːdə]) est située dans le comté de Hays, dans l’État du Texas, aux États-Unis. Sa population s’élevait à 7 295 habitants lors du recensement de 2010, estimée à 16 163 habitants en 2017.

## Source
- (en) Cet article est partiellement ou en totalité issu de l’article de Wikipédia en anglais intitulé « Buda, Texas » (voir la liste des auteurs).